# Uranio-235

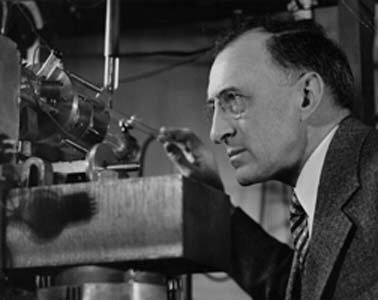
Arthur Jeffrey Dempster

El uranio-235 (235U) es el único isótopo natural fisible, es decir, el único isótopo presente en la naturaleza con capacidad para provocar una reacción en cadena de fisión nuclear. Es una característica que ni siquiera el uranio-238, el más común de este elemento, posee. Fue descubierto en 1935 por Arthur Jeffrey Dempster. Presenta un período de semidesintegración de unos 700 millones de años. Los números 235 y 238 se refieren a las masas atómicas de ambos isótopos.

## Características

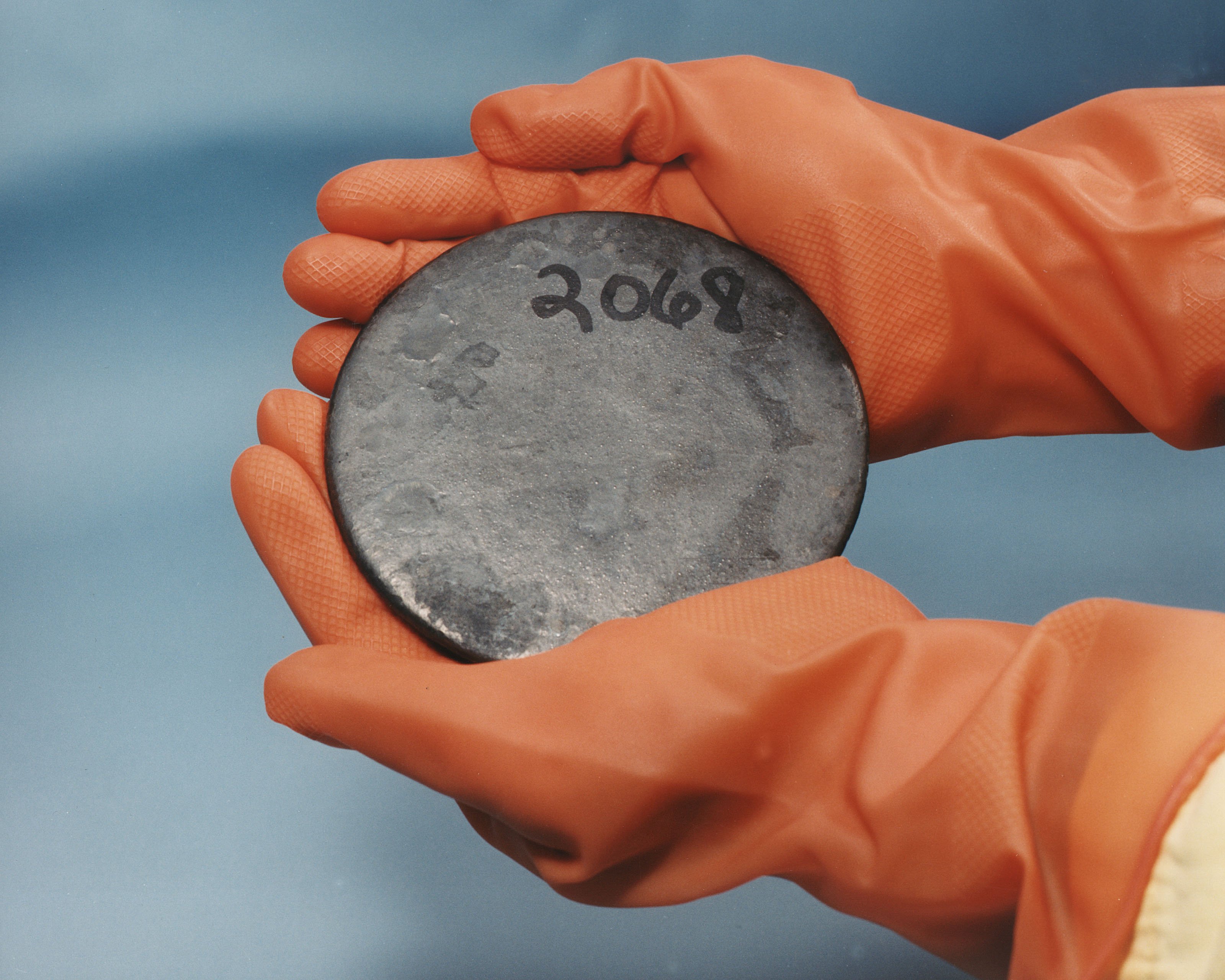
Muestra altamente enriquecida de uranio-235.

Cuando un núcleo de uranio-235 absorbe un neutrón libre se divide en dos núcleos hijos más ligeros, fenómeno conocido como fisión nuclear. En el proceso se liberan dos o tres neutrones que, al impactar contra otros núcleos de U-235 prosiguen la reacción (reacción en cadena). En los reactores nucleares, la reacción es ralentizada por la adición de barras de control, que están fabricadas con elementos químicos como el boro, el cadmio y el hafnio los cuales pueden absorber un gran número de neutrones. En las bombas atómicas, la reacción no se controla y la gran cantidad de energía que se libera crea una explosión nuclear.
La fisión de un átomo de 235U genera 200 MeV = 3,2·10-11 J, es decir, 18 TJ/mol = 77 TJ/kg.
Sólo alrededor del 0,72 % de todo el uranio natural es uranio-235, el resto es básicamente uranio-238. Esta concentración es insuficiente para mantener por sí misma una reacción nuclear en una masa de uranio puro o de un reactor de agua ligera. El enriquecimiento de uranio, que significa precisamente la separación del uranio-238, debe realizarse para conseguir concentraciones de uranio-235 utilizables en los reactores del tipo CANDU, en otros reactores de agua pesada, y algunos reactores regulados por grafito. Para una explosión se requiere una pureza mínima de aproximadamente el 90 %.

## Utilidades
El Uranio235 se utiliza para:
1. Fabricación de armamento nuclear:  Se utiliza para la fabricación de armamento nuclear, siendo el elemento principal, gracias a la fisión nuclear.
2. Combustible para las centrales: Se utiliza para generar electricidad, gracias a su capacidad para liberar electrones.